# 普卡約克山
13°45′20″S 70°57′31″W / 13.75556°S 70.95861°W
普卡約克山（Pukayuq），是秘魯的山峰，位於該國南部庫斯科大區，由基斯皮坎奇省的馬爾卡帕塔區負責管轄，屬於韋爾卡努塔山脈的一部分，海拔高度約5,000米。